# Pleiospermium longisepalum
Pleiospermium longisepalum là một loài thực vật thuộc họ Rutaceae. Đây là loài đặc hữu của Malaysia.